# إزرا سيلرز
إزرا سيلرز (بالإنجليزية: Ezra Sellers)‏ مواليد 02 سبتمبر 1968 - الوفاة 12 ديسمبر 2013 في بينساكولا، فلوريدا، الولايات المتحدة، كان ملاكم محترف أمريكي.

## المسيرة الاحترافية
من نزالاته:
- انتصر على كارل تومسون (ملاكم) بالضربة القاضية (2001).

## إحصائيات
خاض خلال مسيرته 37 نزالا، فاز في 29 وخسر في 8. فاز بالضربة القاضية في 26 نزالا.

## روابط خارجية
- إزرا سيلرز على موقع بوكس ريك (الإنجليزية) (registration required)